# Fable III
Fable III est un jeu vidéo de type action-RPG développé par Lionhead Studios et édité par Microsoft Game Studios. Il est sorti le 26 octobre 2010 en Amérique du Nord et le 29 octobre 2010 en Europe sur la Xbox 360 alors que la version Windows a été reportée au 19 mai 2011.
Longtemps considéré comme une trilogie, Fable III ne marque pourtant pas nécessairement la fin de la saga pour son créateur, Peter Molyneux.

## Trame
Fable III prend place cinquante ans après les évènements de Fable 2. Le héros du dernier jeu serait devenu roi, léguant, après sa mort, le trône à son fils aîné, Logan. Mais celui-ci règne en tyran. Le personnage principal est le fils (ou la fille) cadet(te) du héros de Fable 2 et a pour mission de mettre fin au règne de Logan. Durant la première partie du jeu, le héros doit renverser le tyran pour devenir le roi de l'Albion. Dans la seconde partie, le héros peut expérimenter le pouvoir et prendre des décisions qui auront un grand impact sur l'Albion.

## Système de jeu
Pour devenir roi, le héros a besoin du support du peuple. Ce support est plus difficile à trouver dans les régions fortement contrôlées par Logan. Pour encourager les citoyens à rejoindre la révolution, le héros doit faire des promesses aux citoyens en les convainquant que leur vie sera meilleure avec le héros assis sur le trône. Devenu roi, le joueur peut décider de tenir ses promesses ou non.
Une fois roi, le héros exerce la fonction de juge. Pendant les périodes d'audience, les sujets expliquent leurs problèmes au héros. Ces problèmes sont souvent des disputes entre deux groupes de citoyens. Si le joueur se sent impatient, il peut envoyer l'un des groupes au cachot immédiatement, ne rien faire, ou donner de l'or à l'un des groupes. Si le joueur veut être plus informé sur la cause, il peut voyager jusqu'où le problème a commencé et faire une décision juste (ou complètement injuste). Molyneux a voulu faire comprendre: est-ce qu'un héros légendaire va forcément avoir le leadership pour gouverner ? Par exemple, Si un mendiant entre dans le château et implore de lui donner un peu d'or, le joueur a le choix entre le prendre dans ses bras, lui donner dix pièces d'or ou l'insulter.
Pour les joueurs décidant d'être un roi égoïste, des coffres remplis d'or attendent dans le château. Sinon il perd de l'argent et doit utiliser sa fortune personnelle pour remplir les caisses du royaume. Une grande partie de l'histoire se déroule en Albion, mais le joueur peut explorer les continents voisins et les annexer à son royaume pour les exploiter ou les protéger selon son choix.
Comme dans les volets précédents, l'apparence du héros change selon son alignement. Mais maintenant, l'apparence des villes peut énormément changer. Si le joueur fait payer de lourdes taxes aux habitants d'une ville, ceux-ci paraîtront plus pauvres, leurs maisons se délabreront et certains attaqueront même le héros s'il passe dans la région. Un exemple est Bowerstone, qui a beaucoup changé. Elle est maintenant rongée par l'industrie et le crime. Une fois roi, le joueur pourra faire cesser ces activités, ce qui changera l'apparence de la ville. Même l'apparence de l'arme du héros pourra changer. Par exemple, s'il tue beaucoup de morts-vivants, elle aura l'air d'être faite d'ossements.
Certaines expressions permettent au héros de se rapprocher physiquement de sa (son) partenaire, de serrer la main des autres, de câliner, etc. Un héros méchant peut traîner des mendiants de force à une usine pour les faire travailler. Le héros maléfique peut montrer sa vraie nature en faisant sortir des ailes de son dos. Le style des ailes dépendant de son alignement, si le héros est bon, elles ressemblent à des ailes d'ange.
Fable III dispose pour la première fois d'un mode multijoueur en coopération sur la Xbox Live.

## Développement
Peter Molyneux a déclaré que Fable III serait très différent des autres Fable. Il a annoncé : Si toutes les règles ont été établies et qu'on offre au joueur une nouvelle histoire et des nouveaux endroits, les gens vont perdre de l'intérêt.
Pendant une entrevue, Molyneux a déclaré que Fable était en train de devenir un jeu où le héros nait toujours faible, et il le reste jusqu'à ce qu'il rencontre le « méchant ». Après que le joueur a tué le « méchant », les crédits commençaient. Estimant que cette formule est appliquée à beaucoup de jeux, Molyneux a demandé : Pourquoi les jeux finissent-ils toujours au point le plus excitant ? En cela, il explique qu'après avoir vaincu le boss de fin d'un jeu, le joueur n'a pas accès à tout ce qu'il est possible de faire après avoir tué le dit ennemi. Dans Fable III, le but étant bien entendu de régner sur Albion après avoir vaincu son ennemi principal. Il précise donc que le dernier boss du jeu ne correspond pas à la fin du jeu, mais plus précisément à la moitié du jeu.

## Lieux dans le jeu
Il y a plusieurs lieux dans Fable III qui évoluent en fonction des choix au fil de l'histoire, notamment lors de la quête « Le Poids du Monde ». Par exemple, si l'on choisit de construire une mine sur un site où se trouve déjà un lac, il nous faut l'assécher afin d'y construire la mine.
En plus d'Albion, le territoire d'Aurora fait son apparition dans cet opus. Il est situé au sud d'Albion et est accessible par la mer.
Voici les lieux auxquels le Héros de Bowerstone a accès :
Albion :
- La ville de Bowerstone (présente dans Fable 2 et Fable)
- Le marché de Bowerstone (présent dans Fable 2 et Fable)
- Les vieux quartiers de Bowerstone (présents dans Fable 2 et Fable)
- Le château de Bowerstone (présent sous le nom de Château de Fairfax dans Fable 2 et Fable)
- Driftwood
- Mourningwood
- Pins d'argent(présent dans Fable 2)
- Millfields (présent sous le nom de Bower Lake dans Fable 2)
- La maison du crépuscule
- Brightwall
- Le camp des gitans (présent dans Fable 2 à millfields)
- La vallée de Mistpeak
- Le camp des mercenaires (présent dans Fable 2)

Aurora :
- La ville d'Aurora
- Les sables mouvants (situés sur le continent d'Aurora)
- Le chemin voilé (situé sur le continent d'Aurora)

Dans tout l'Albion et à Aurora se trouvent des coffres et des portes, ouvertes par des clés d'argent et d'or eux aussi dissimulés sur les deux continents.

## Personnages
Les personnages de Fable III sont :
- Le Héros : Frère ou sœur de Logan, il déteste son frère et tente de le renverser.

- Thérésa : La voyante aveugle et sœur du premier héros de l'opus Fable assiste le héros le long de la Route du pouvoir qui mène le héros au trône d'Albion.

- Sir Walter : Fidèle allié du héros, c'est un soldat claustrophobe qui utilise toutes les armes. Il assiste le héros dans la plupart de ses quêtes.

- Jasper : C'est le serviteur dévoué du héros. Il gère le sanctuaire, lieu de repos du héros. Il aide aussi le héros en lui précisant des choses à savoir.

- Page : Page est la chef des révolutionnaires de Bowerstone.

- Logan : C'est le frère du héros. C'est un roi cruel qui semble mener Albion à sa perte en imposant de lourdes taxes.

- Reaver : C'est le grand industriel de l'Albion. Il est cruel, arrogant. Il n'hésite pas à abattre ses ouvriers.

- Ben Finn : C'est un allié du héros. Il est soldat dans un fort.

- Kalin : C'est la dirigeante d'Aurora.

- Savin : Il est le chef des gitans. Il hait Logan qui lui a volé ses montagnes.

### Distribution
| Voix originales - Zoë Wanamaker : Thérésa - Bernard Hill : sir Walter Beck - John Cleese : Jasper - Michael Fassbender : Logan - Stephen Fry : Reaver - Naomie Harris : Page - Nicholas Hoult : Elliot - Ben Kingsley : Savin - Simon Pegg : Ben Finn - Sean Pertwee : capitaine Saker Direction artistique : Kate Saxon (en) | Voix françaises - Sébastien Desjours : le prince - Laura Blanc : la princesse - Laurence Crouzet : Thérésa - Marc Alfos : sir Walter Beck - Pascal Germain : Jasper - Éric Aubrahn : Logan - Max Andre : Reaver - Barbara Beretta : Page - Bruno Meyere : Elliot - Jean-Claude Sachot : Savin - Didier Cherbuy : Ben Finn - Thierry Mercier : capitaine Saker - Brigitte Lecordier : voix diverses enfants - Fabrice Josso : voix diverses - Marie-Laure Beneston : voix diverses - Michel Elias : voix diverses Direction artistique : Nathalie Sionneau |